# Distretto di Loralai
Il distretto di Loralai (in urdu: ضلع لورالائی) è un distretto del Belucistan, in Pakistan, che ha come capoluogo Loralai. Nel 1998 possedeva una popolazione di 297.555 abitanti.